# AMBRA Computer Corporation
AMBRA Computer Corporation — дочірня компанія IBM, якої наразі вже не існує.
У 1992 році в Європі і в 1993 році в США компанія пропонувала лінійку персональних комп'ютерів для домашніх користувачів, що продавалися в основному за поштовою підпискою. AMBRA займалася виробництвом в повному обсязі всього близько року, і припинила діяльність в 1994 році на користь IBM Aptiva, крім Канади, де вона не припиняла діяльність до 1996 року.

## Моделі комп'ютерів AMBRA
- 386 (модель комп'ютера)
- 486 (модель комп'ютера)
- Achiever 2000
- Achiever 3000
- Achiever 4000
- Achiever 5000
- Achiever 7000
- Achiever 9000
- Achiever D
- Achiever DP
- Achiever S
- Achiever T
- Achiever Anthem
- Achiever Hurdla/Sprinta
- Notebook (модель комп'ютера)
- Ispirati (Канада)

## Позиціонування
Комп'ютери AMBRA в цілому позиціонувалися в нижньому сегменті ринку і використовували свій зв'язок з IBM в рекламних матеріалах, щоб показати більш високу якість, ніж у безлічі клонів, так як справжні комп'ютери виробництва IBM були відомі своєю дорожнечею. Насправді ж комп'ютери мали досить слабкі конфігурації, низькоякісні екрани, мали мінімальну кількість периферії в комплекті і використовували найслабкіші моделі процесорів, мінімальний обсяг ОЗП і розмір твердого диску в кожному ціновому сегменті. Телевізійна реклама бренду у Великій Британії використовувала слоган: «Take your mind for a run».

## Естетика
Комп'ютери були повністю пофарбовані в білий колір, що було незвично на ті часи, коли більшість комп'ютерів були бежевими. В цілому корпуси були компактними і мали мало місця для плат розширень. Одним з примітних аспектів була комп'ютерна мишка, яка відрізнялася майже від усіх інших розташуванням кнопок. Традиційно мишки мають кнопки зверху: користувач натискає їх натисканням вниз. Мишка AMBRA мала кнопки спереду, з боку введення дроту: користувач натискає їх тягне рухом пальця до себе, так як ніби клацають тумблер вгору. Критика змусила AMBRA змінити дизайн на більш традиційний: в огляді одного з британських журналів про мишку написали, що «вона схожа на пристрій тортур».